# Furtwangen im Schwarzwald
Furtwangen im Schwarzwald (phát âm tiếng Đức: [ˈfʊʁtˌvaŋən] ⓘ; Alemannic thấp: Furtwange im Schwarzwald) là một thị trấn nhỏ thuộc huyện Schwarzwald-Baar, bang Baden-Württemberg. Nơi đây nằm trong dãy núi Rừng Đen, tây nam nước Đức.